# Połowce
Połowce är en by med 18 invånare i Podlasiens vojvodskap i nordöstra Polen. Under andra polska republiken var Połowce säte i kommunen med samma namn.